# Médaille militaire de la Campagne du Sud
La médaille militaire de la Campagne du Sud (en espagnol : Medalla Militar Campaña del Sur) est une médaille militaire de la Colombie, créé par l’article 36 du décret n°1816 de 2007 pour récompenser les personnels militaires qui ont participé à la planification, au soutien et à l’exécution des opérations militaires menées par la Force opérationnelle interarmées contre les groupes narco-terroristes dans la zone géographique des départements de Caquetá, Guaviare, Meta et du sud du pays. Elle est décernée aux officiers, sous-officiers, soldats, Marines et membres des états-majors, divisions et brigades de la Force opérationnelle interarmées qui ont été déployés sur le champ de bataille ou qui ont participé de manière significative à la planification et à l’exécution des opérations contre les groupes narcoterroristes, et dont les performances ont été décisives pour le succès de l’opération, en obtenant des résultats tangibles, en contribuant à l’affaiblissement de l’infrastructure logistique des groupes narcoterroristes, la réduction de leurs forces par les pertes au combat, la capture ou la désertion, et en maintenant le contrôle de la région par l’État,.
Dans l’ordre de préséance des décorations militaires de la Colombie, la médaille militaire de la Campagne du Sud vient après la médaille militaire pour services distingués rendus aux forces militaires de Colombie mais avant la médaille du service distingué des opérations spéciales.